# Juliette Haigh
Juliette Anne Haigh (Hastings, 4 de agosto de 1982) es una deportista neozelandesa que compitió en remo. Está casada con el remero Mahé Drysdale.
Participó en tres Juegos Olímpicos de Verano, obteniendo una medalla de bronce en Londres 2012, en la prueba de dos sin timonel, el sexto lugar en Atenas 2004 y el quinto en Pekín 2008, en la misma prueba.
Ganó cuatro medallas en el Campeonato Mundial de Remo entre los años 2005 y 2011.

## Palmarés internacional
| Juegos Olímpicos   | Juegos Olímpicos          | Juegos Olímpicos  | Juegos Olímpicos |
| Año                | Lugar                     | Medalla           | Prueba           |
| ------------------ | ------------------------- | ----------------- | ---------------- |
| 2012               | Londres (Reino Unido)     | Medalla de bronce | Dos sin timonel  |
| Campeonato Mundial |                           |                   |                  |
| Año                | Lugar                     | Medalla           | Prueba           |
| 2005               | Kaizu (Japón)             | Medalla de oro    | Dos sin timonel  |
| 2006               | Eton (Reino Unido)        | Medalla de plata  | Dos sin timonel  |
| 2010               | Cambridge (Nueva Zelanda) | Medalla de oro    | Dos sin timonel  |
| 2011               | Bled (Eslovenia)          | Medalla de oro    | Dos sin timonel  |